# The Gathering (groupe)
Pour les articles homonymes, voir The Gathering.
The Gathering est un groupe néerlandais de rock alternatif, originaire d'Oss, en Hollande-Septentrionale. Il jouait initialement du doom metal et du metal gothique avant de passer au rock progressif, au trip hop et au rock alternatif. En août 2007, Anneke van Giersbergen, chanteuse emblématique du groupe depuis 1994, quitte The Gathering pour se consacrer à son projet solo, Agua de Annique. Le 12 mars 2009, The Gathering annonce son remplacement par Silje Wergeland (Octavia Sperati). Leur dernier album en date, Afterwords, est publié le 25 octobre 2013.
Le 17 janvier 2014, le groupe annonce sur Facebook faire une pause, et révèle le départ de Marjolein Kooijman. Pour célébrer leur 25e année d'existence, un show est organisé avec les nouveaux et d'anciens membres du groupe le 9 novembre 2014 et enregistré pour un album live publié en 2015.
En 2018, ils jouent leurs premiers concerts en quatre ans.

## Historique

### Débuts (1989–1994)
Le groupe est composé principalement des deux frères Rutten, Hans à la batterie, et René à la guitare, et du claviériste Frank Boeijen. Mais le groupe était surtout connu pour sa chanteuse Anneke van Giersbergen, qui depuis l'album Mandylion, jusqu'en 2007, occupait la place centrale du groupe. C'est à présent Silje Wegerland qui offre au groupe son empreinte vocale.
Les deux premiers albums du groupe, Always... et Almost a Dance, ont pour chacun un duo de vocalistes différents : Bart Smith et Marike Groot pour Always..., puis Niels Duffhues et Martine Van Loon pour Almost a Dance. Le premier développe un style death-doom gothique, avec alternance de grunt masculins et de chants lyriques féminins, le second opte pour les voix claires.

### Arrivée d'Anneke van Giersbergen et période Century Media (1995–2001)
L'album Mandylion (1995) marque un tournant dans la carrière du groupe. La chanteuse Anneke van Giersbergen rejoint le groupe et signe les textes. Le style vocal et musical (doom metal/atmosphérique) marque le début d'une grande popularité du groupe, qui ne cessera de s'accroître. Cet album est encore considéré comme un chef-d'œuvre du metal atmosphérique par la presse spécialisée. Paraît alors l'album Nighttime Birds en 1997. C'est un album transitoire, le metal s'adoucit et laisse pressentir un rock plus atmosphérique, notamment avec des morceaux tels que Kevin's Telescope.
En 1998 sort le double album How to Measure a Planet?. Le groupe change de style et opte pour un rock ambiant et atmosphérique, qu'il nomme « trip rock ». L'album est très apprécié, tant pour son style novateur que pour son ambiance planante. Il marque également le départ de Jelmar Wiersma. Avec if_then_else, paru en 2000, The Gathering change à nouveau de style et se tourne cette fois vers le rock électronique, tout en conservant des morceaux atmosphériques, et en effectuant en même temps un retour aux sources des sonorités metal sur certains morceaux (Analog Park par exemple).

### Période indépendante et départ d'Anneke van Giersbergen (2002–2008)

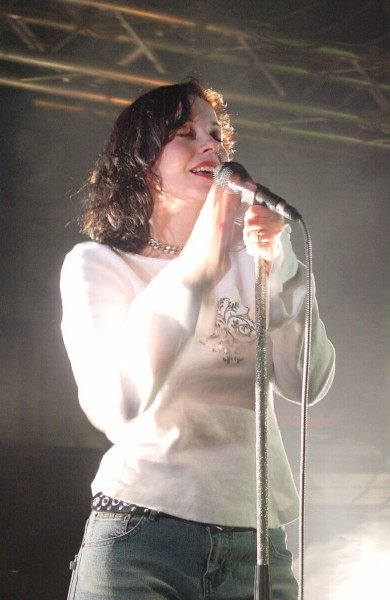
Anneke van Giersbergen en 2003.

Vient l'album Souvenirs en 2003, qui va connaître le succès pour sa sonorité travaillée, son ambiance très planante, et des morceaux de chant sublimes. Pour la première fois sur l'un de leurs albums, ils collaborent avec un chanteur extérieur au groupe, Trickster G. (du groupe Ulver dans le morceau A Life All Mine. En 2004, le groupe décide de créer un album live semi-acoustique intitulé Sleepy Buildings – A Semi Acoustic Evening, dans lequel il retravaille plusieurs morceaux de ses différents albums, certains totalement en acoustique. Cet album met en avant la voix d'Anneke van Giersbergen, et permet de faire redécouvrir d'anciens morceaux, certains provenant des albums Always... et Almost a Dance. Il s'agit du dernier album en présence du bassiste Hugo Prinsen Geerlings, qui sera alors remplacé par Marjolein Kooijman.
En 2006 sort l'album Home, un album travaillé à l'intérieur d'une chapelle. Cet album à l'ambiance intime et méditative rejoint quelque peu le rock dans certains morceaux. En juin 2007, Anneke van Giersbergen quitte le groupe après la tournée en cours. Elle révèle en même temps le nom de son nouveau groupe (composé d'amis) : Agua de Annique (abandonné en 2009 pour Anneke van Giersbergen & Agua de Annique, puis à partir de 2012 simplement Anneke van Giersbergen).

### Arrivée de Silje Wergeland (depuis 2009)
Le 12 mars 2009, le groupe annonce que leur nouvelle chanteuse est Silje Wergeland, autrefois chanteuse du groupe Octavia Sperati. Le neuvième album de The Gathering, The West Pole, est sorti le 15 avril 2009. L'album est très attendu car il marque un renouveau au sein du groupe. Le style particulier du groupe semble intact, entre rock et rock planant, semblable à l'album How to Measure a Planet?. Silje Wegerland semble avoir d'ores et déjà trouvé sa place dans le groupe, malgré l'apparition de deux autres chanteuses invitées sur l'album, la Néerlandaise Anne Van Den Hoogen et la Mexicaine Marcela Bovio (Stream of Passion). The West Pole est accompagné de l'EP City from Above, qui présente deux nouveaux morceaux, en plus de l'album.
Le 16 mai 2011, le groupe publie le single Heroes for Ghosts sur Bandcamp, et annonce une tournée sud-américaine. La chanson sera publiée dans leur album qui suit. L'année suivante paraît l'album Afterwords.
The Gathering célèbre son 25e anniversaire lors de concerts à guichet fermé à Doornroosje, Nimègue, le 9 novembre 2014. Quatre des chanteurs ayant joué avec le groupe (Bart Smits, Marike Groot, Anneke van Giersbergen et Silje Wergeland) jouent pour la première fois ensemble.
Le 8 décembre 2016, ils publient un double CD de démos et de chansons inédites, intitulé Blueprints.
Le groupe repart de nouveau sur la route en juin 2018 après le retour à la basse de Hugo Prinsen Geerligs.

## Membres

### Membres actuels
- Hans Rutten - batterie (depuis 1989)
- René Rutten - guitare (depuis 1989)
- Frank Boeijen - synthétiseur, piano (depuis 1990)
- Silje Wergeland - chant (depuis 2009)
- Hugo Prinsen Geerligs - basse (1989-2004 ; invité en 2014 ; depuis 2018)

### Anciens membres
- Bart Smits - chant (1989–1993, invité en 2013 et 2014)
- Jelmar Wiersma - guitare (1989–1998 ; invité en 2014)
- Marike Groot - chant (1992–1993 ; invité en 2014)
- Niels Duffhues - chant (1993–1994)
- Martine van Loon - chant (1993–1994)
- Anneke van Giersbergen - chant, guitare (1994–2007 ; invité en 2014)
- Marjolein Kooijman - basse (2004–2014)

## Discographie

### Albums studio
- 1992 : Always...
- 1993 : Almost a Dance
- 1995 : Mandylion
- 1997 : Nighttime Birds
- 1998 : How to Measure a Planet?
- 2000 : if_then_else
- 2003 : Souvenirs
- 2006 : Home
- 2009 : The West Pole
- 2012 : Disclosure
- 2013 : Afterwords
- 2022 : Beautiful Distortion

### Albums live
- 2000 : Superheat
- 2004 : Sleepy Buildings – A Semi Acoustic Evening
- 2007 : A Noise Severe
- 2016 : TG25: Live At Doornroosje
- 2016 : In Motion

### Démos et EP
- 1990 : An Imaginary Symphony
- 1991 : Moonlight Archer
- 2002 : Black Light District
- 2009 : City from Above

### Rééditions  et compilations
- 2001 : Downfall - The Early Years
- 2005 : Accessories
- 2008 : Sand and Mercury
- 2014 : TG25 : Diving into the Unknown (Best of)
- 2016 : Blueprints (Demos and Outtakes)

### DVD
- 1998 : In motion
- 2005 : A Sound Relief
- 2007 : A Noise Severe

## Tournées
- 1991-1992 : Always Tour
- (dates inconnues) : Almost A Dance Tour
- 1995-1997 : Mandylion Tour
- 1997-1998 : Nighttime Birds Tour
- 1998-1999 : How to Measure A Planet Tour
- février 2000 : Superheat Tour
- 2000-2001 : if_then_else Tour
- 2002-2003 : Black Light District Tour
- 2003 : Souvenirs Tour
- 2004-2005 : Sleepy Buildings Tour
- 2006-2007 : Home Tour
- 2009-2010 : The West Pole Tour